# Западно-Сибирское озеро

Возможное положение морей-озёр Северной Евразии в середине последней ледниковой эпохи (существование оледенения в это время не является консенсусным в научной среде)

Западно-Сибирское озеро-море — ледниково-подпрудный озёрный бассейн, существовавший на территории Западно-Сибирской равнины в последнюю ледниковую эпоху (период позднего плейстоцена). Образовалось во время ермаковского (раннезырянского) оледенения 40,1 тысяч лет назад, объединив в себе Пуровское, Мансийское и Енисейское озёра. Достигало высоты примерно 125 м над современным уровнем моря. Исчезло в период каргинского (среднезырянского) межледниковья ориентировочно 31—32 тысячи лет назад.
Современные исследования показали, что оледенение на севере Западной Сибири закончилось 60 тысяч лет назад. Реке Обь ничто не мешало свободно течь в океан, а рельеф долины Оби во время позднего палеолита был похож на современный. Крупное озеро существовало в более ранний период — 90—60 тысяч лет назад.

## История изучения
Впервые Енисейский приледниковый внутриконтинентальный бассейн был отмечен в 1952 году сотрудником Института нефтегазовой геологии и геофизики СО РАН Станиславом Шацким. Концепцию одновременного существования трёх самостоятельных ледниково-подпрудных озёрных бассейнов — Енисейского, Пуровского и Мансийского — выдвинул Игорь Волков, коллега Шацкого. В то же время Волков отнёс существование бассейнов к эпохе сартанского (позднезырянское) оледенения.
Последующие исследования, предпринятые И. Д. Зольниковым, Л. А. Орловой (оба из Института геологии СО РАН), Я. В. Кузьминым (Тихоокеанский институт географии ДВО РАН) и В. Н. Зениным (Институт археологии и этнографии СО РАН), опровергли хронологические рамки озёрных бассейнов, предложенные И. А. Волковым. С их подачи существование озёр отнесено к более раннему ермаковскому оледенению.

## Хронология

### Ермаковское оледенение
Из-за роста ледника сток рек Оби, Пура, Таза и Енисея в Северный Ледовитый океан оказался перекрыт 52,6 тысячи лет назад. В устьях этих рек образовались пресноводные озёра. Во время максимального похолодания 46,4 тысяч лет назад сформировались Енисейское озеро в долине Енисея и Мансийское озеро южнее Сибирских Увалов. Высота затопления составляла 68—69 м над уровнем моря. Южный берег Енисейского озера доходил до современного города Енисейска. Мансийское озеро простиралось на юг до Томска (по руслу Оби), Омска (по Иртышу), Ишима (по реке Ишим) и Кургана (по Тоболу).
40,1 тысяч лет назад севернее Сибирских Увалов появилось Пуровское озеро. Из-за роста уровня воды все три озера соединились в Западно-Сибирское озеро-море. Енисейское озеро сообщалось с остальными через Кас-Кетскую и Верхнетазовскую долины. Пути перемещения потоков воды сохранились в виде огромных ложбин, рассекающих Приобское и Чулымо-Енисейское плато в направлении на юго-запад. В период наивысшего уровня воды (125 м над уровнем моря) озеро-море имело сток в Туранскую низменность (Туранское море) через Тургайскую ложбину.

### Каргинское межледниковье
С началом каргинского межледниковья 39,5 тысяч лет назад сток рек в Северный Ледовитый океан частично освобождается. В связи с этим площадь Западно-Сибирского озера-моря уменьшается. В пределах 31—33 тысяч лет назад южный берег Мансийского озера доходит до города Колпашево (по Оби) и деревни Липовка Ярковского района Тюменской области (по Тоболу), а Енисейское озеро распространяется от Игарки до устья реки Бахты. Таяние Карского ледникового щита завершается 31,2 тысяч лет назад, в это время затоплены только низменные побережья.

### Сартанское оледенение
20,3 тысяч лет назад ледник вновь перекрывает сток рек в Северный Ледовитый океан, с повторением озёр в устьях Оби, Пура, Таза и Енисея. Однако сартанский ледниковый период имел меньшую интенсивность по сравнению с предыдущим. Поэтому повторно образовавшееся Мансийское озеро имело меньшие размеры. Таяние ледника, начавшееся 9,8 тысяч лет назад, завершилось 7,76 тысяч лет назад (по другой версии, таяние происходило 6—15 тысяч лет назад).